# Kuźnica Trzcińska
Kuźnica Trzcińska est une localité polonaise de la gmina rurale de Trzcinica, située dans le powiat de Kępno en voïvodie de Grande-Pologne. Elle se situe à environ 13 kilomètres au sud-ouest de la ville de Kępno et à 156 kilomètres au sud-est de Poznań, la capitale régionale. 